# Операција Попај
Операција Попај (Пројекат контролисања времена Попај / Моторпул / Посредник-Сународник) енгл. Operation Popeye (Project Controlled Weather Popeye / Motorpool / Intermediary-Compatriot) је био војни пројекат засејавања облака који су извеле америчко ваздухопловство током рата у Вијетнаму 1967–1972 године. Високо поверљиви програм покушао је да продужи сезону монсуна на одређене области Хо Ши Миновог пута, како би прекинуо северновијетнамске путање снабдевање омекшавањем површина пута и изазивањем клизишта.
Бивши амерички министар одбране Роберт С. Макнамара био је свестан да би међународна научна заједница могла изнети примедбе, али је у допису председнику рекао да такве примедбе у прошлости нису биле основа за спречавање војних активности у интересу националне безбедности САД.
Програм хемијске измене времена спроведен је са Тајланда преко Камбоџе, Лаоса и Вијетнама, а наводно су га спонзорисали државни секретар Хенри Кисинџер и ЦИА без овлашћења тадашњег секретара одбране Мелвина Лерда, који је категорички негирао Конгресу постојање програма измене временских прилика као тактичког оружје.

## Развој програма
Извештај под називом Изазивање кише у ЈИАЗИЈА (енгл. Rainmaking in SEASIA) описује употребу јодида олова и јодида сребра распршених из авионима у програму који је развијен у Калифорнији на војно-ваздушној станици Чајна Лејк и тестиран на Окинави, Гуаму, Филипинима, Тексасу и Флориди у студији о ураганима током програм под називом Пројекат Стормфури.

## Циљеви
Циљ операције Попај био је повећање количина падавина у пажљиво одабраним областима како би се вијетнамском непријатељу, односно војним камионима за снабдевање, ускратило коришћење путева:
1. Омекшавање коловозних површина
2. Изазива клизишта дуж коловоза
3. Испирање речних прелаза
4. Одржавање засићених услова тла изван нормалног временског распона.

Циљ операције био је продужење периода падавина за око 30 до 45 дана сваке сезоне монсуна.

## Имплементација
54. метеоролошка извиђачка ескадрила извела је операцију под слоганом „прави блато, а не рат“. Почевши од 20. марта 1967. године и настављајући кроз сваку кишну сезону (од марта до новембра) у југоисточној Азији све до 1972. године, летеле су оперативне мисије за засејавање облака. Три авиона Ц-130 Херкул и два авиона Ф-4Ц Фантом са седиштем у бази тајландског краљевског ваздухопловства Удон Тани на Тајланду су летели два лета дневно. Авион је званично био у мисијама извиђања времена, а посаде авиона су као део своје уобичајене дужности такође генерисале податке из извештаја о времену. Посаде, све из 54. извиђачке ескадриле за временске прилике, редовно су ротиране у операцију са Гуама. Унутар ескадриле, операције стварања кише су носиле кодни назив "Моторпул".

## Обелодањивање
Репортер Џек Андерсон је у марту 1971. године објавио причу о операцији Попај (иако се у његовој колумни звала Посредник-Сународник). Назив Операција Попај (Поп ај енгл. Pop Eye) доспео је у јавност кроз кратко спомињање у Пентагонским папирима и кроз чланак у Њујорк Тајмсу од 3. јула 1972. године.